# 関戸明夫
関戸 明夫(せきど あきお、1948年6月28日 - )は、日本の企業家。ギグワークス株式会社代表取締役（兼グループCEO）、株式会社グローバルBPO代表取締役。

## 人物
東京都出身。東京海上火災保険在職中に、企業派遣研修生としてマサチューセッツ工科大学のビジネススクール（スローン・スクール・オブ・マネジメント）に留学後、「環境制御システムの設計・施行」を手がける三協工業の社長に就任。体験重視の哲学から会社説明会で井戸掘りを体験させたり、外国人留学生の積極採用、「22歳の人を副社長にしても差はない」と新入社員から副社長を公募したりなどが夕刊フジ特捜班「追跡」に取り上げられている。
その後、マサチューセッツ工科大学のクラスメートで、後にSynnex社をニューヨークに上場したロバート・ファン氏と「パソコン部品のディストリビューター」であるシネックスジャパンを設立。秋葉原の電気街を自転車で回り、一人でマーケットリサーチしながらの事業を始め、その現場での営業経験とMIT時代の人脈も活用して、数年間で売上250億円までに同社を成長させた。
2008年以後は「アメリカで第3位のディストリビューター」であるSynnex Corporationと連携して、M&Aや海外拠点設置、BPOサービス事業拡大により、IT関連業種を中心とした複合企業体を形成しつつある。
「IT人材派遣事業等で東証マザーズに上場」しているギグワークス株式会社の代表取締役に就任してからは、「コンピューターでの情報の大量処理による、できるだけ合理的な適職マッチングツールの開発に、我がシステム部隊は日夜取り組んでいる」、派遣社員の「【ライフプランナーとしての活動】に着手した。」と人材活用事業に対する意欲を表明している。

## 経歴
- 1972年 早稲田大学卒
- 1972年 東京海上火災保険（現東京海上日動火災保険）入社
- 1978年 マサチューセッツ工科大学Ｍ.Ｂ.Ａ.取得 フルブライター（Fulbright scholarship）
- 1983年 三協工業　社長就任
- 1995年 シネックスJAPAN（現 テックウィンド株式会社）を設立、社長就任
- 2007年 株式会社グローバルBPOを設立、代表取締役社長就任 （現任）
- 2008年 日本代行商事株式会社（現 株式会社日本代行）、代表取締役社長就任
- 2010年 シネックスインフォテック株式会社、監査役就任
- 2011年 ギグワークス株式会社　代表取締役就任（現任）